# Araçuaí (gemeente)
Araçuai is een gemeente in de Braziliaanse deelstaat Minas Gerais. De gemeente telt 37.388 inwoners (schatting 2009).
De plaats is de zetel van het rooms-katholieke bisdom Araçuaí.

## Aangrenzende gemeenten
De gemeente grenst aan Caraí, Coronel Murta, Francisco Badaró, Itinga, Jenipapo de Minas, Novo Cruzeiro, Padre Paraíso, Ponto dos Volantes en Virgem da Lapa.

## Geboren
- Olimpio Martins Pires (1908), supereeuweling, oudste man ter wereld